# Ministère du Travail (Israël)
Pour les articles homonymes, voir Ministère du Travail.
Le ministère du Travail (hébreu : משרד העבודה) est un ministère du gouvernement israélien, chargé des questions du travail et s'implique dans le contrôle de l'application de la législation du travail, dans le contrôle de la sécurité au travail et de l'emploi.
L'actuel ministre est Yoav Ben-Tzur, membre du parti Shas.

## Historique
Avec la création du premier gouvernement de Menachem Begin en juin 1977, le ministère du Travail et de la Protection sociale ont été réunis en un seul ministère, le « Ministère du Travail et de la Protection sociale ». Cette mesure a été prise dans le but d'améliorer l'image des deux ministères, basée sur l'idée que le travail est la base du bien-être. 

## Liste des ministres
Les différents ministres de la Santé s'étant succédé en Israël sont :
| Ministre                                      | Ministre                                  | Ministre                                  | Parti                                                            | Gouvernement                                          | Début                                     | Fin                                       |
| Ministre du Travail et de la Construction     | Ministre du Travail et de la Construction | Ministre du Travail et de la Construction | Ministre du Travail et de la Construction                        | Ministre du Travail et de la Construction             | Ministre du Travail et de la Construction | Ministre du Travail et de la Construction |
| --------------------------------------------- | ----------------------------------------- | ----------------------------------------- | ---------------------------------------------------------------- | ----------------------------------------------------- | ----------------------------------------- | ----------------------------------------- |
| 1                                             |                                           | Mordechai Bentov                          | Mapam                                                            | Gouvernement provisoire                               | 10 mai 1948                               | 10 mars 1949                              |
| Ministre du Travail et de la Sécurité sociale |                                           |                                           |                                                                  |                                                       |                                           |                                           |
| 2                                             |                                           | Golda Meir                                | Mapaï                                                            | Ben Gourion I et II                                   | 10 mars 1949                              | 8 octobre 1951                            |
| Ministre du Travail                           |                                           |                                           |                                                                  |                                                       |                                           |                                           |
| (2)                                           |                                           | Golda Meir                                | Mapaï                                                            | Ben Gourion III et IV, Sharett I et II, Ben Gourion V | 8 octobre 1951                            | 19 juin 1956                              |
| 3                                             |                                           | Mordechai Namir (en)                      | Mapaï                                                            | Ben Gourion V et VI                                   | 19 juin 1956                              | 17 décembre 1959                          |
| 4                                             |                                           | Giora Yoseftal (en)                       | Mapaï                                                            | Ben Gourion VII                                       | 17 décembre 1959                          | 2 novembre 1961                           |
| 5                                             |                                           | Yigal Allon                               | Akhdut HaAvoda (1961-1965) Alignement (1965-1968) HaAvoda (1968) | Eshkol I, II et III                                   | 2 novembre 1961                           | 8 juillet 1968                            |
| 6                                             |                                           | Yosef Almogi (en)                         | Alignement (HaAvoda)                                             | Eshkol III, Meir I et II                              | 8 juillet 1968                            | 10 mars 1974                              |
| 7                                             |                                           | Yitzhak Rabin                             | Alignement (HaAvoda)                                             | Meir III                                              | 10 mars 1974                              | 3 juin 1974                               |
| 8                                             |                                           | Moshe Baram (en)                          | Alignement (HaAvoda)                                             | Rabin I                                               | 3 juin 1974                               | 20 juin 1977                              |
| Ministère supprimé en 1977, recréé en 2023    |                                           |                                           |                                                                  |                                                       |                                           |                                           |
| (9)                                           |                                           | Yoav Ben-Tzur                             | Shas                                                             | Netanyahou VI                                         | 30 janvier 2023                           |                                           |